# Tutume
Tutume es una ciudad situada en el Distrito Central, Botsuana. Se encuentra a 50 km de la frontera con Zimbabue, y 99 km al noreste de Francistown. Tiene una población de 17.528 habitantes, según el censo de 2011.